# Цубер, Андреас
Андреас «Энди» Цубер (родился 9 октября 1983 года в Юденбурге) — австрийский автогонщик. В 2006 году Цубер принимал участие в серии GP2 за новую команду Trident Racing, заработал победу в Стамбуле, перед переходом в команду iSport International в 2007. Также он гонялся за команду Piquet Sports в 2008, получив девятое место, как и в прошлом сезоне.
Цубер австриец по рождению, но участвует в гонках под лицензией Объединённых Арабских Эмиратов.

## Результаты выступлений

### Гоночная карьера
| Сезон | Серия              | Команда           | Гонки | Поулы | Победы | Подиумы | Место |
| 2005  | Мировая серия Рено | Carlin Motorsport | 17    | 1     | 1      | 4       | 6     |

### Результаты выступлений в серии GP2
| Легенда к таблице |                                                                    |
| --- | ------------------------------------------------------------------ |
| В таблице перечислены результаты всех гонок, в которых принимал участие гонщик. Строками таблицы являются сезоны, столбцами — этапы соревнований. В каждой клетке указаны сокращённое название этапа и результат, дополнительно обозначенный цветом. Расшифровка обозначений и цветов представлена в нижеследующей таблице. |                                                                    |
| \| Пример \| Описание \| \| ------------ \| ------------------------------------------------------------------ \| \| 1 \| Победитель \| \| 2 \| Второе место \| \| 3 \| Третье место \| \| 5 \| Финишировал, заработав очки \| \| Сход \| Не финишировал, но при этом заработал очки \| \| 12 \| Финишировал, не получив очков \| \| НКЛ \| Финишировал, но не попал в финальную классификацию \| \| 15 \| Участвовал вне зачёта, либо по отдельной классификации \| \| 18 \| Не финишировал, но попал в финальную классификацию \| \| Сход \| Не финишировал \| \| НКВ \| Не прошёл квалификацию \| \| НПКВ \| Не прошёл предквалификацию \| \| ДСК \| Дисквалифицирован \| \| ИСК \| Исключён из протокола соревнований \| \| ТТ \| Заявлен для участия только в тренировках \| \| НС \| Участвовал в квалификации, но не стартовал в гонке \| \| Т \| Травмирован или болен \| \| ОТК \| Отказ от участия \| \| НТР \| Прибыл на соревнования, но на трассу не выезжал \| \| НПР \| Был заявлен в числе участников, но не прибыл к началу соревнований \| \| О \| Соревнования отменены \| \| \| Не участвовал \| \| Поул-позиция \| \| \| Быстрый круг \| \| |                                                                    |
| Пример | Описание                                                           |
| 1 | Победитель                                                         |
| 2 | Второе место                                                       |
| 3 | Третье место                                                       |
| 5 | Финишировал, заработав очки                                        |
| Сход | Не финишировал, но при этом заработал очки                         |
| 12 | Финишировал, не получив очков                                      |
| НКЛ | Финишировал, но не попал в финальную классификацию                 |
| 15 | Участвовал вне зачёта, либо по отдельной классификации             |
| 18 | Не финишировал, но попал в финальную классификацию                 |
| Сход | Не финишировал                                                     |
| НКВ | Не прошёл квалификацию                                             |
| НПКВ | Не прошёл предквалификацию                                         |
| ДСК | Дисквалифицирован                                                  |
| ИСК | Исключён из протокола соревнований                                 |
| ТТ | Заявлен для участия только в тренировках                           |
| НС | Участвовал в квалификации, но не стартовал в гонке                 |
| Т | Травмирован или болен                                              |
| ОТК | Отказ от участия                                                   |
| НТР | Прибыл на соревнования, но на трассу не выезжал                    |
| НПР | Был заявлен в числе участников, но не прибыл к началу соревнований |
| О | Соревнования отменены                                              |
| | Не участвовал                                                      |
| Поул-позиция |                                                                    |
| Быстрый круг |                                                                    |

| Год  | Команда              | 1          | 2          | 3          | 4          | 5          | 6          | 7          | 8        | 9       | 10         | 11         | 12         | 13       | 14         | 15         | 16         | 17        | 18         | 19         | 20         | 21         | ЛЗ | Очки |
| ---- | -------------------- | ---------- | ---------- | ---------- | ---------- | ---------- | ---------- | ---------- | -------- | ------- | ---------- | ---------- | ---------- | -------- | ---------- | ---------- | ---------- | --------- | ---------- | ---------- | ---------- | ---------- | -- | ---- |
| 2006 | Trident Racing       | ВАЛ 1 Сход | ВАЛ 2 13   | САН 1 Сход | САН 2 8    | ЕВР 1 14   | ЕВР 2 Сход | ИСП 1 Сход | ИСП 2 11 | МОН 1 5 | ВЕЛ 1 Сход | ВЕЛ 2 Сход | ФРА 1 Сход | ФРА 2 18 | ГЕР 1 Сход | ГЕР 2 14   | ВЕН 1 14   | ВЕН 2 9   | ТУЦ 1 7    | ТУЦ 2 1    | ИТА 1 Сход | ИТА 2 Сход | 14 | 12   |
| 2007 | iSport International | БАХ 1 3    | БАХ 2 Сход | ИСП 1 НС   | ИСП 2 9    | МОН 1 Сход | ФРА 1 Сход | ФРА 2 15   | ВЕЛ 1    | ВЕЛ 2 6 | ЕВР 1 Сход | ЕВР 2 21   | ВЕН 1 3    | ВЕН 2 6  | ТУЦ 1 Сход | ТУЦ 2 14   | ИТА 1 Сход | ИТА 2 5   | БЕЛ 1 18   | БЕЛ 2 12   | ВАЛ 1 12   | ВАЛ 2 12   | 9  | 30   |
| 2008 | Piquet Sports        | ИСП 1 3    | ИСП 2 Сход | ТУЦ 1 3    | ТУЦ 2 Сход | МОН 1 11   | МОН 2 17   | ФРА 1 5    | ФРА 2 8  | ВЕЛ 1 7 | ВЕЛ 2 11   | ГЕР 1 11   | ГЕР 2      | ВЕН 1 2  | ВЕН 2 7    | ЕВР 1 Сход | ЕВР 2 Сход | БЕЛ 1 ДСК | БЕЛ 2 Сход | ИТА 1 Сход | ИТА 2 10   |            | 9  | 32   |
| 2009 | FMSI                 | ИСП 1 Сход | ИСП 2 Сход | МОН 1 3    | МОН 2 5    | ТУЦ 1 9    | ТУЦ 2 19   | ВЕЛ 1 8    | ВЕЛ 2    | ГЕР 1 3 | ГЕР 2 Сход | ВЕН 1 Сход | ВЕН 2 17   | ЕВР 1    | ЕВР 2      | БЕЛ 1      | БЕЛ 2      | ИТА 1     | ИТА 2      | АЛГ 1      | АЛГ 2      |            | 7  | 20   |

#### Результаты выступлений в GP2 Asia
| Легенда к таблице |                                                                    |
| --- | ------------------------------------------------------------------ |
| В таблице перечислены результаты всех гонок, в которых принимал участие гонщик. Строками таблицы являются сезоны, столбцами — этапы соревнований. В каждой клетке указаны сокращённое название этапа и результат, дополнительно обозначенный цветом. Расшифровка обозначений и цветов представлена в нижеследующей таблице. |                                                                    |
| \| Пример \| Описание \| \| ------------ \| ------------------------------------------------------------------ \| \| 1 \| Победитель \| \| 2 \| Второе место \| \| 3 \| Третье место \| \| 5 \| Финишировал, заработав очки \| \| Сход \| Не финишировал, но при этом заработал очки \| \| 12 \| Финишировал, не получив очков \| \| НКЛ \| Финишировал, но не попал в финальную классификацию \| \| 15 \| Участвовал вне зачёта, либо по отдельной классификации \| \| 18 \| Не финишировал, но попал в финальную классификацию \| \| Сход \| Не финишировал \| \| НКВ \| Не прошёл квалификацию \| \| НПКВ \| Не прошёл предквалификацию \| \| ДСК \| Дисквалифицирован \| \| ИСК \| Исключён из протокола соревнований \| \| ТТ \| Заявлен для участия только в тренировках \| \| НС \| Участвовал в квалификации, но не стартовал в гонке \| \| Т \| Травмирован или болен \| \| ОТК \| Отказ от участия \| \| НТР \| Прибыл на соревнования, но на трассу не выезжал \| \| НПР \| Был заявлен в числе участников, но не прибыл к началу соревнований \| \| О \| Соревнования отменены \| \| \| Не участвовал \| \| Поул-позиция \| \| \| Быстрый круг \| \| |                                                                    |
| Пример | Описание                                                           |
| 1 | Победитель                                                         |
| 2 | Второе место                                                       |
| 3 | Третье место                                                       |
| 5 | Финишировал, заработав очки                                        |
| Сход | Не финишировал, но при этом заработал очки                         |
| 12 | Финишировал, не получив очков                                      |
| НКЛ | Финишировал, но не попал в финальную классификацию                 |
| 15 | Участвовал вне зачёта, либо по отдельной классификации             |
| 18 | Не финишировал, но попал в финальную классификацию                 |
| Сход | Не финишировал                                                     |
| НКВ | Не прошёл квалификацию                                             |
| НПКВ | Не прошёл предквалификацию                                         |
| ДСК | Дисквалифицирован                                                  |
| ИСК | Исключён из протокола соревнований                                 |
| ТТ | Заявлен для участия только в тренировках                           |
| НС | Участвовал в квалификации, но не стартовал в гонке                 |
| Т | Травмирован или болен                                              |
| ОТК | Отказ от участия                                                   |
| НТР | Прибыл на соревнования, но на трассу не выезжал                    |
| НПР | Был заявлен в числе участников, но не прибыл к началу соревнований |
| О | Соревнования отменены                                              |
| | Не участвовал                                                      |
| Поул-позиция |                                                                    |
| Быстрый круг |                                                                    |

| Год     | Команда | 1          | 2          | 3          | 4       | 5     | 6     | 7     | 8     | 9     | 10    | 11    | 12    | Место | Очки |
| ------- | ------- | ---------- | ---------- | ---------- | ------- | ----- | ----- | ----- | ----- | ----- | ----- | ----- | ----- | ----- | ---- |
| 2008-09 | FMSI    | КИТ 1 Сход | КИТ 2 Сход | ОАЭ 1 Сход | ОАЭ 2 О | БАХ 1 | БАХ 2 | КАТ 1 | КАТ 2 | МАЗ 1 | МАЗ 2 | БАХ 1 | БАХ 2 | НКЛ   | 0    |